# トルステン・アンデルセン・オース
トルステン・アンデルセン・オース（Torstein Andersen Aase、1991年10月24日 - ）は、ノルウェー出身のサッカー選手。ポジションはフォワード。